# Herbert Tucmandl

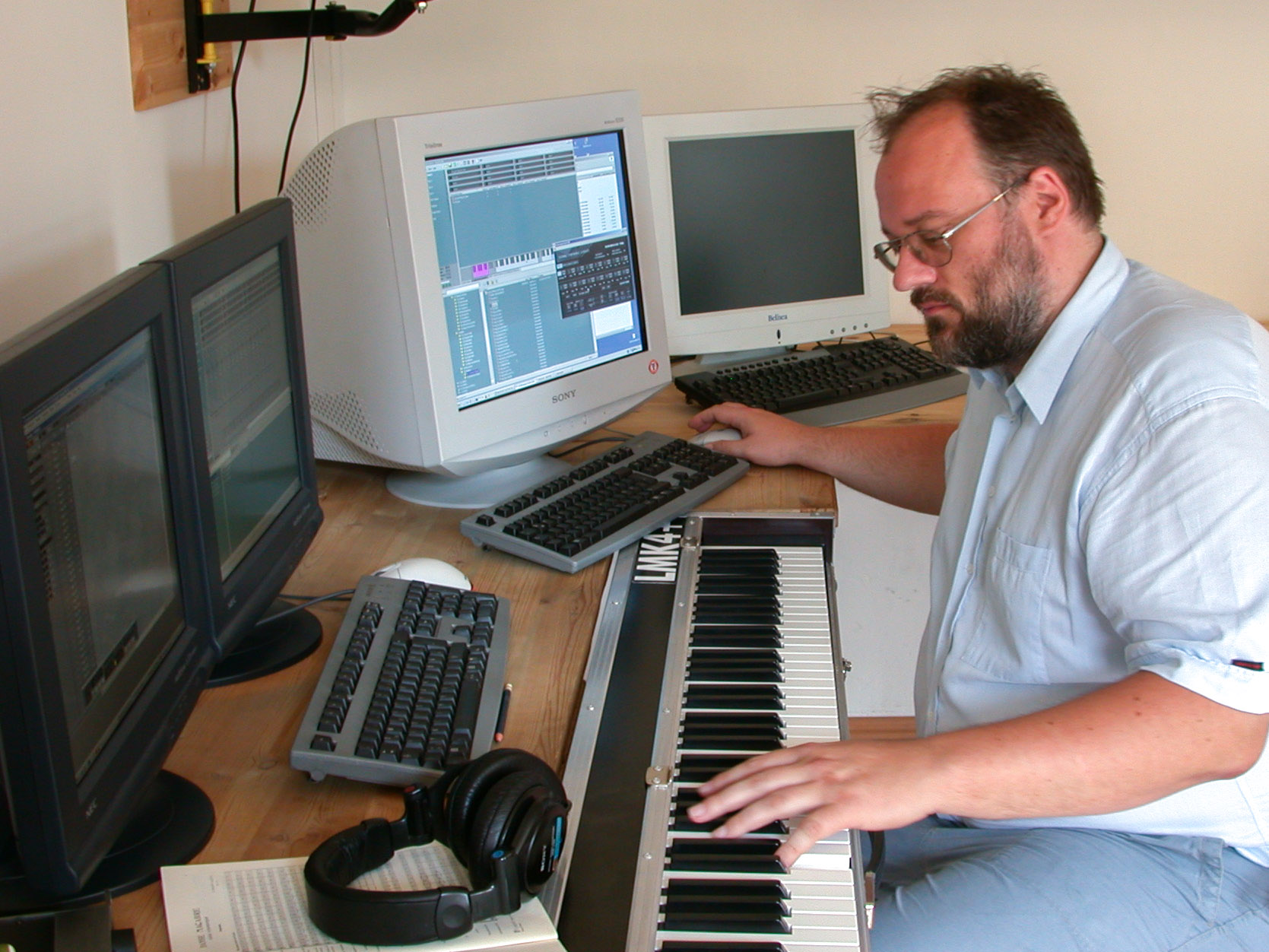
Herbert Tumandl (2004)

Herbert Tucmandl (* 1966) ist ein österreichischer Musiker, Komponist und Begründer der Vienna Symphonic Library.

## Leben
Tucmandl studierte zunächst Violoncello und war anschließend zwei Jahre  Substitut bei den Wiener Philharmonikern. 1987, nach einer Ausbildung zum Kameramann, begann er Filme zu produzieren. Anfangs war er in der Werbe- und Dokumentarfilmbranche tätig, später führte er auch Regie für Spielfilme.
Daneben komponierte und produzierte er Musik zu mehreren Filmen, wobei er für deren Realisierung Computer und virtuelle Orchestermusik-Datenbanken verwendete. Aufgrund der beschränkten klanglichen Möglichkeiten der damaligen digitalen Archive entwickelte er schließlich ein eigenes Konzept und gründete 2000 die Vienna Symphonic Library, die heute zu den Marktführern auf diesem Gebiet gehört.

## Auszeichnungen
- 2012: Österreichischer Filmpreis in der Kategorie „Beste Musik“ für die Filmmusik zu Atmen von Karl Markovics (2011)[2]

## Filmographie (Auswahl)
- 1993: Indien
- 1996: Tatort: Mein ist die Rache
- 1999: Geboren in Absurdistan
- 2011: Atmen
- 2015: Superwelt
- 2019: Das letzte Problem
- 2023: Das Schweigen der Esel